# Veverka Prévostova
Veverka Prévostova (Callosciurus prevostii) je stromová veverka z tropických deštných lesů jihovýchodní Asie.

## Popis
Velikostí se podobá naší veverce obecné, tělo má dlouhé asi 25 cm a ocas 27 cm. Mohutní jedinci mohou mít hmotnost až 500 g. Původní české jméno bylo veverka nádherná, což bylo patrně díky jejímu výraznému zbarvení. Má černá záda a ocas, bílý pruh podél boků (buď po celé délce těla, nebo může být i přerušený v oblasti hrudi) a cihlově červené břicho a tlapky.

## Způsob života
Živí se převážně ovocem a jinými plody, semeny a občas i drobnými živočichy. Přiživuje se i na plantážích olejných a kokosových palem. Žije v párech nebo malých rodinných skupinách a staví si velká hnízda vysoko v korunách stromů, nebo využívá dutiny. Březost trvá 46 - 48 dní. Mívá 2–4 mláďata. Dožívá se cca 15 let. Vyskytuje se na Malajském poloostrově, Sumatře, Borneu, ostrově Celebes a dalších menších ostrovech. v roce 2008 byla IUCN uznána jako LC (stupeň ohrožení je nižší nebezpečí)